# 36-й армейский корпус (Российская империя)
36-й армейский корпус — общевойсковое соединение (армейский корпус) Русской императорской армии. Образован в апреле 1915 года.
Корпус действовал в ходе Виленской операции в августе — сентябре 1915 г., Нарочской операции в марте 1916 г.

## Состав
- 25-я пехотная дивизия
- 68-я пехотная дивизия

## Входил в состав
- 2-й армии (08.06 — 07.21.1915)
- 1-й армии (12.08 — 09.01.1915)
- 2-й армии (09.18.1915 — 07.01.1916)
- 10-й армии (17.07 — 15.09.1916)
- 9-й армии (10.22.1916 — 07.16.1917)
- 4-й армии (23.09 — декабрь 1917)

## Командиры
- ген. лейтенант Н.Я Лисовский (апрель — май 1915)
- ген. лейтенант Н.Н Короткевич (май 1915)